# Louise Augustine Salbigothon Crozat de Thiers
 (novembre 2023).
Si vous disposez d'ouvrages ou d'articles de référence ou si vous connaissez des sites web de qualité traitant du thème abordé ici, merci de compléter l'article en donnant les références utiles à sa vérifiabilité et en les liant à la section « Notes et références ».
Louise Augustine Salbigothon Crozat de Thiers, de préférence nommée Louise Crozat de Thiers, est une aristocrate française, appelée madame la maréchale de Broglie, dame des Mesdames les cadettes, née à Paris le 25 octobre 1733 et décédée à Altona le 8 mai 1813.

## Biographie
Louise est la seconde fille de Louis Antoine Crozat et de Marie Louise Augustine de Laval (1712-1776). Elle a deux autres sœurs. L'ainée Antoinette Louise Marie Crozat de Thiers (1731-1809) épouse Joachim Casimir de Béthune (1724-1769), gouverneur d’Arras et la cadette, Louise Thérèse (1735-1761), le marquis Armand de Béthune.
Elle devient la seconde épouse du duc de Broglie, maréchal général des camps et armées du roi, le 11 avril 1752. Son titre de duchesse lui ouvre les portes de la Cour où elle est présentée en mai de la même année. Elle est dame de compagnie de Mesdames les cadettes de 1754 à 1767 et dispose d'un logement à Versailles.
Le philosophe Denis Diderot rapporte les conversations qu'il a avec elle dans son Entretien d'un philosophe avec la maréchale de *** : il est en relation d'affaires avec elle au moment de la vente de la collection Crozat.

## Vie privée
De son union avec le duc et maréchal de Broglie naissent douze enfants parmi lesquels :
- Louise Augustine Thérèse de Broglie (1753-1771), marié à Louis Étienne, comte de Damas Crux ;
- Charlotte Amélie Salbigothon de Broglie (1754-1795) mariée à Franz Ludwig, Graf von Helmstatt
- Charles Louis Victor de Broglie (1756-1794) marié à Sophie Rose de Rosen-Kleinroop ;
- Auguste Joseph, prince de Broglie-Revel (1762-1795) marié à Françoise de La Brousse de Verteillac ;
- Adélaïde Françoise de Broglie (1764-1852), mariée à Stanislas, marquis de Boisse ;
- Maurice Jean Madeleine de Broglie (1766-1821) ;
- Aglaë Charlotte Marie de Broglie (1771-1846) mariée à Casimir, marquis de Murat de l'Estang ;
- Amédée de Broglie.

La famille vécut dans le grand hôtel de Broglie, acheté en mai 1752 par le duc à M. de Langonnay et Dame Julliet de Franconville et toujours visible au 73 de la rue de Varenne.
Elle suit le maréchal dans son exil en 1789 vers l'Allemagne.